# Cinara californica
Cinara californica är en insektsart som beskrevs av Hottes och Essig 1953. Cinara californica ingår i släktet Cinara och familjen långrörsbladlöss. Inga underarter finns listade i Catalogue of Life.